# Recrutamento de Metz

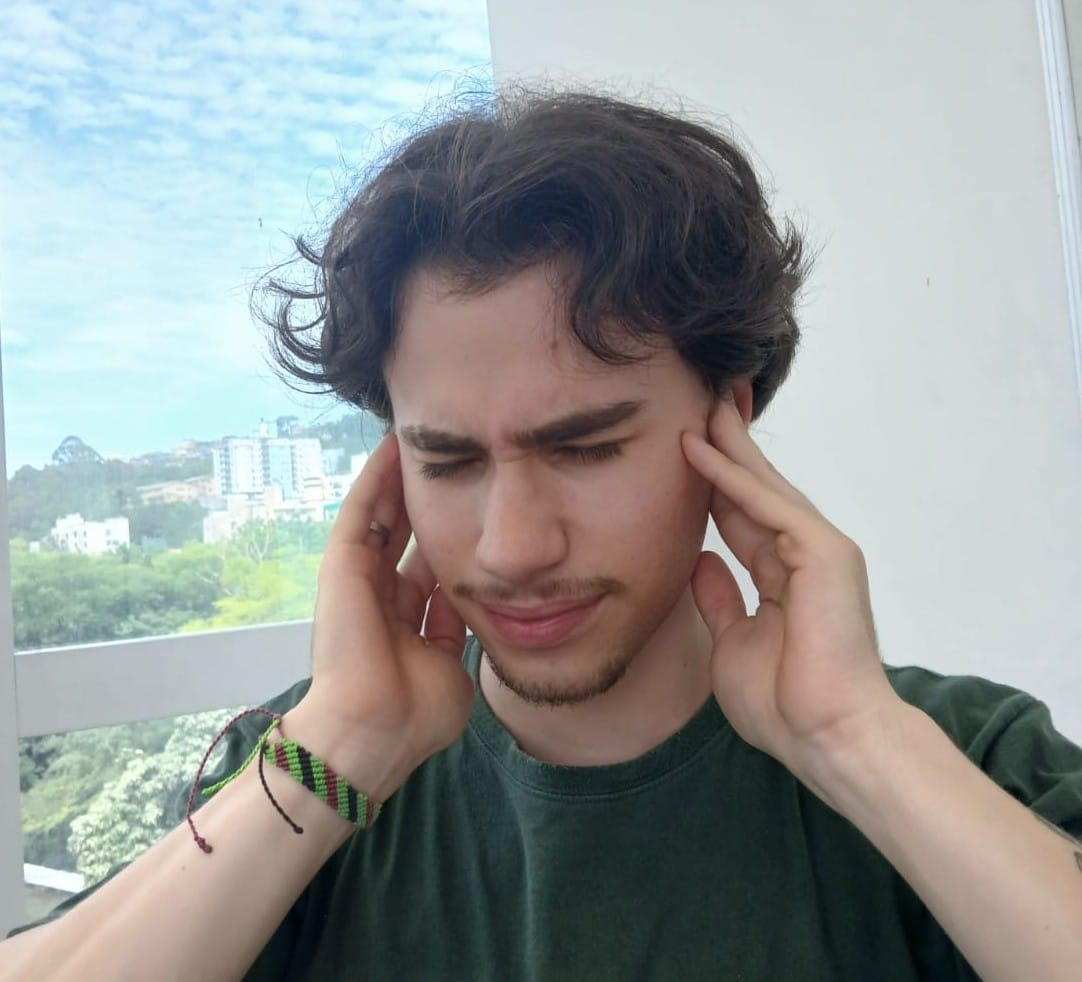
Recrutamento de Metz

O recrutamento é uma alteração na percepção da sensação de intensidade dos sons. Geralmente ocorre quando o indivíduo possui perda auditiva neurossensorial de origem é coclear, como nos casos de Perda Auditiva Induzida pelo Ruído. Pacientes com recrutamento experienciam um aumento anormal da sensação de intensidade sonora, a principal  queixa é que os sons altos incomodam muito.

## Avaliação

### Recrutamento objetivo de Metz
É um teste cujo objetivo é a identificação de presença ou ausência de recrutamento. O recrutamento é um aumento anormal da intensidade sonora, e está associado a perdas auditivas cocleares. A pesquisa deste teste é feita por meio da comparação entre o nível de intensidade que foi obtido no teste de reflexos acústicos, e da intensidade do limiar auditivo antigo através da audiometria tonal. Durante o teste dos reflexos estapedianos contralaterais, espera-se que os reflexos sejam desencadeados com uma intensidade de 70 a 100 dB acima do limiar tonal (o mínimo que o indivíduo consegue ouvir). Se os reflexos forem desencadeados em 60 db ou menos acima do limiar, isso se classifica como recrutamento. A presença deste fenômeno é um indicador significativo de lesão coclear.

### Testes supraliminares
Os testes supraliminares são aqueles executados acima do limiar auditivo do paciente, ou seja, acima do volume mínimo que o indivíduo consegue ouvir.
Eles foram por muito tempo a principal forma de realizar um diagnóstico preciso, sendo capazes de determinar a diferença entre alterações cocleares e retroocleares, bem como determinar o topodiagnóstico (o diagnóstico do local anatômico da lesão) quando se trata de perdas neurossensoriais.

### Teste de Fowler
É um teste cujo objetivo é verificar a percepção e realizar o balanceamento binaural da sensação de intensidade sonora, de uma uma orelha com limiares auditivos normais e outra que apresenta perda auditiva de maneira alternada. É importante que entre as orelhas exista uma diferença mínima de 20 dB e máxima de 60 dB na frequência testada.
Para a escolha da frequência deve-se optar por:
- Frequências menos comprometidas.
- Frequências mais próximas de 1.000 Hz.
- Frequências com melhor tolerância por parte do paciente.

O teste se dá através da apresentação de um tom puro de intensidade fixa na orelha com melhores limiares tonais, essa será a “orelha de referência”. E da apresentação de um tom puro de intensidade variável na orelha com piores limiares tonais, esta será a "orelha teste”.
O teste se inicia apresentando o estímulo em 20 dB NS por alguns segundos na orelha de referência. Depois, se apresenta o estímulo em 10 dB NS na orelha teste. A partir desse momento, se aumenta a intensidade da orelha teste de 5 em 5 dB NS até que o paciente afirma que ambas as orelhas estão percebendo a mesma sensação de intensidade. Após isso, se aumenta a intensidade da orelha de referência em mais 20 dB NS e se realiza o mesmo procedimento novamente; processo deve ser executado duas ou três vezes, para se obter mais precisão na avaliação.
Ao final do teste, deve-se comparar o resultado das duas orelhas.
Se o paciente fizer uso da mesma quantidade de energia para equiparar a sensação de intensidade entre as orelhas, o resultado é negativo, e não há recrutamento. Nesses casos, se exclui a possibilidade da perda auditiva de origem coclear.
Se ao analisar as duas orelhas, percebe-se que a orelha testa precisou de menos acréscimo de intensidade que a orelha normal para alcançar o mesmo nível de sensação auditiva, o resultado é positivo para recrutamento, e significa que a orelha testa é recrutante.

### Teste de Reger
Quando a perda neurossensorial do paciente é simétrica, ou seja, as duas orelhas são afetadas da mesma forma, não é possível se avaliar o recrutamento do o Teste de Fowler, então se usa o  Teste de Reger.
O Teste de Reger, ou Balanceamento Monoaural da Sensação de Intensidade (MLB) usa os mesmos princípios do Fowler, a diferença é que a comparação da sensação de intensidade é realizada na mesma orelha, e o que difere os dois estímulos são as frequências. Portanto, é necessário ter uma diferença mínima de 20 dB NA e máxima de 60 dB NA entre as frequências.
Assim como no Teste de Fowler, o paciente deve sinalizar quando as suas frequências estiverem com a mesma sensação de intensidade.

### Teste de sensibilidade a pequenos incrementos
É um teste cujo objetivo é verificar se é capaz de identificar pequenas adições em um tom puro contínuo.
A aplicação do teste se dá através da apresentação de  um som contínuo com 20 dB NS acima do limiar auditivo nas frequências de 250, 500, 1.000, 2.000, 3.000 e 4.000 Hz. A cada 5 segundos é adicionado 1 dB NS por 250 ms, e esse processo acontece 20 vezes. O indivíduo sendo testado deve sinalizar a cada mudança de intensidade percebida.
O resultado do teste dependerá do número de adições percebidos pelo indivíduo, multiplicando-os por 5, e transformando o valor em porcentagem.
- Se o paciente percebeu de 0-20% das adições, o SISI é negativo, e a audição é normal ou a alteração lesão não é coclear.
- Se o paciente percebeu de 20-60%, o SISI é duvidoso.
- Se o paciente percebeu 60-100%, o SISI é positivo, e sugere o fenômeno de recrutamento e também lesão coclear.[3][5][6]